# Upoważnienie przemienne
Upoważnienie przemienne (łac. facultas alternativa) – w prawie zobowiązań możliwość zwolnienia się dłużnika od swojego zobowiązania przez spełnienie innego świadczenia. Upoważnienie przemienne powstaje z umowy lub w przypadkach przewidzianych w ustawie.

## Prawo polskie
Przykładowo, zgodnie z art. 938 Kodeksu cywilnego, jeżeli dziadkowie spadkodawcy znajdą się w niedostatku i nie mogą otrzymać należnych im środków utrzymania od osób, na których ciąży względem nich ustawowy obowiązek alimentacyjny, mogą żądać od spadkobiercy nie obciążonego takim obowiązkiem środków utrzymania w stosunku do swoich potrzeb i do wartości jego udziału spadkowego. Spadkobierca zwolni się od tego obowiązku, jeżeli zapłaci dziadkom spadkodawcy sumę pieniężną odpowiadającą wartości jednej czwartej tego, co otrzymał w spadku.
Pierwotna niemożliwość świadczenia zasadniczego zawsze powoduje nieważność zobowiązania, chociażby świadczenie zastępcze, objęte upoważnieniem przemiennym, było możliwe.